# Мокре (Ліпновський повіт)
Мокре (пол. Mokre) — село в Польщі, у гміні Добжинь-над-Віслою Ліпновського повіту Куявсько-Поморського воєводства.
У 1975-1998 роках село належало до Влоцлавського воєводства.